# Aspasia aus Phokaia
Aspasia aus Phokaia († nach 362 v. Chr.) war eine Favoritin des persischen Prinzen Kyros des Jüngeren. Später wurde sie in den Harem seines älteren Bruders aufgenommen, des Großkönigs Artaxerxes II.

## Leben
Aspasia, Tochter des Herotimos, war eine aus Phokaia in Ionien stammende Griechin. Ob Aspasia ihr ursprünglicher Name war oder ihr erst von Kyros beigelegt wurde, darüber gehen die Nachrichten auseinander. Die ausführliche, aber stark romanhaft ausgeschmückte Erzählung des römischen Sophisten Aelian gibt ihr von Anfang an den Namen Aspasia und erwähnt daneben als Kosenamen wegen ihrer blühenden Gesichtsfarbe den Namen Milto. Laut dem Biographen Plutarch, dem offenbar dieselbe Quelle wie Aelian vorlag, und Zenophanes (einem ansonsten unbekannten Autor, der nur bei Athenaios erwähnt wird) hieß sie ursprünglich Milto und wurde erst von Kyros nach der berühmten älteren Aspasia, der Frau des Perikles, umbenannt. Welche Version die richtige ist, lässt sich nicht mit Sicherheit entscheiden.
Nach der Darstellung Aelians war Aspasia Vater Herotimos ein armer, aber rechtschaffener Mann. Da ihre Mutter bei ihrer Geburt starb, wurde sie von ihrem Vater sorgfältig und streng erzogen. Sie zeichnete sich durch große Schönheit aus und wurde deshalb aus ihres Vaters Haus entführt und vor Kyros gebracht, als dieser gerade an einem Bankett teilnahm. Sie musste zuerst passende Kleider anziehen und wurde dann mit anderen Griechinnen dem Prinzen vorgestellt. Während die anderen Mädchen Kyros zu gefallen versuchten, wollte Aspasia sich nicht von ihm berühren lassen und maßregelte ihn. Gerade durch dieses Verhalten erregte sie die Liebe und Bewunderung des Prinzen. Sie kam in seinen Harem, wurde seine bevorzugte Geliebte und erlangte eine einflussreiche Stellung. Kyros schätzte auch ihren noblen Charakter und hörte öfters auf ihre klugen Ratschläge. Sie stiftete der Liebesgöttin Aphrodite aus Dankbarkeit Opfer und wertvolle Statuen und verschaffte ihrem Vater großen Reichtum, nahm aber selbst keine teuren Geschenke an und überredete Kyros, ein ihr zugedachtes wertvolles Halsband stattdessen seiner Mutter Parysatis zu übersenden. Hierdurch gewann sie deren Gunst.
Kyros nahm Aspasia 401 v. Chr. auf seinen Feldzug gegen seinen älteren Bruder, den Großkönig Artaxerxes II., mit. Nachdem er in der Schlacht bei Kunaxa gefallen war, fiel Aspasia in die Hände der gegnerischen persischen Truppen. Artaxerxes II. nahm sie ebenfalls in seinen Harem auf und zeigte ihr gegenüber große Wertschätzung. Sie erfreute sich lange der Gunst des Großkönigs. Als dieser nach dem Tod seines Lieblingseunuchen Tiridates sehr trauerte, zeigte Aspasia großes Mitgefühl; diese Geste soll Artaxerxes’ Zuneigung zu ihr noch erhöht haben. Dareios, der älteste Sohn des Artaxerxes II., bat nach seiner Ernennung zum Thronfolger (um 362 v. Chr.), dass sein Vater ihm Aspasia überließ. Der Großkönig durfte gemäß persischem Brauch diese Bitte nicht abschlagen, da sie von dem designierten Kronprinzen vorgebracht wurde. Daher trat er Aspasia, nachdem sie ihr Einverständnis erklärt hatte, an seinen Sohn ab. Bald machte er sie aber zur Priesterin der Göttin Anahita in einem Tempel in Ekbatana, wo sie zölibatär leben musste. Wegen dieser Kränkung schmiedete Dareios eine Verschwörung zur Ermordung seines Vaters. Nach der Aufdeckung des Komplotts wurde Dareios hingerichtet. Aspasias weiteres Schicksal und Todesdatum sind unbekannt.
In der modernen Forschung wurde der historische Wahrheitsgehalt der Erzählung hinsichtlich Artaxerxes II. und seines Sohnes Dareios teils bezweifelt, da Aspasias recht hohes Alter ein Begehren des Kronprinzen eher unwahrscheinlich erscheinen lässt.